# Brathay
Brathay – wieś w Anglii, w Kumbrii. Leży 54 km na południe od miasta Carlisle i 376 km na północny zachód od Londynu.